# Johannes Krätzig
Johannes Krätzig (* 29. Mai 1915 in Leipzig; † 8. August 1991 in Dresden) war ein deutscher Politiker und Parteifunktionär der DDR-Blockpartei CDU. Er war Vorsitzender des Bezirksvorstandes Dresden und Mitglied des Hauptvorstandes der Christlich-Demokratischen Union Deutschlands (CDU) der DDR.

## Leben
Krätzig, Sohn eines Angestellten, besuchte die Volksschule und erlernte zwischen 1931 und 1934 den Beruf des Versicherungskaufmannes. Anschließend war er bis 1950 in diesem Beruf tätig. 
1945 trat Krätzig der CDU bei. 1950 wurde er hauptamtlicher CDU-Funktionär. Von 1950 bis 1954 war er Kreisvorsitzender der CDU im Kreis Dresden-Land. Von 1954 bis 1968 fungierte er als stellvertretender und von Mai 1968 bis 1984 als Vorsitzender des Bezirksverbandes Dresden der CDU. Auf dem 12. Parteitag im Oktober 1968 wurde Krätzig Kandidat des Hauptvorstandes der CDU und gehörte ihm ab Oktober 1972 (13. Parteitag) als Mitglied an. Im März 1987 wurde er zum Ehrenmitglied und Mitglied des Ehrenrates der CDU und im Oktober 1987 auf dem 16. Parteitag erneut zum Mitglied des Hauptvorstandes gewählt.
Ab 1958 war er Abgeordneter des Bezirkstages Dresden. Er war zudem Mitglied des Bezirksausschusses der Nationalen Front und stellvertretender Bezirksvorsitzender der Gesellschaft für Deutsch-Sowjetische Freundschaft Dresden.

## Auszeichnungen
- Vaterländischer Verdienstorden in Bronze (1967), in Silber (1975) und in Gold (1985)
- Orden „Banner der Arbeit“ (1980)
- Verdienstmedaille der DDR